# Jing'an, Yichun
Jing'an, tidigare romaniserat Tsingan, är ett härad som lyder under Yichuns stad på prefekturnivå i Jiangxi-provinsen i sydöstra Kina.